# Geroiidae
De Geroiidae zijn een familie van uitgestorven kreeftachtigen uit de klasse van de Ostracoda (mosselkreeftjes). Deze familie leefde 254 - 252,3 miljoen jaar geleden tijdens het Perm. 

## Verspreiding en leefgebied
Fossielen werden gevonden in China, Griekenland, Hongarije, Iran en Italië.